# La rivolta dei teenagers
La rivolta dei teenagers è un documentario del 1967, diretto da Norman T. Herman e Eriprando Visconti.